# Broese
Broese (officiële naam: Broese Boekverkopers) is een boekwinkel gevestigd aan de Oudegracht in Utrecht. Het bedrijf maakte deel uit van Polare en is een van de grootste boekhandels van Nederland.
Van 1974 tot 2020 bevond Broese zich in het pand op de Stadhuisbrug, dat voorheen een filiaal van V&D huisvestte. Eerst onder de naam Broese Kemink, vervolgens, na een korte naamsverandering ten gevolge van een fusie met wetenschappelijke boekhandel & antiquariaat Wristers, Broese Wristers. Vanaf 2006 opereerde het onder de naam Selexyz Broese, als onderdeel van de keten Selexyz. Na de fusie van Selexyz met De Slegte veranderde de naam van de keten in Polare, bij het faillissement van de keten Polare, ging de boekhandel verder als zelfstandig bedrijf en kwam de naam Broese terug.

## Geschiedenis
In 1753 werd op 10 mei Dirk Kemink in het Utrechtse 'burgerboek' ingeschreven. Een aantal jaren eerder was hij vanuit Doesburg naar Utrecht gekomen om het drukkersvak te leren. Zeer waarschijnlijk om zelf een eigen drukkerij annex boekhandel te kunnen beginnen schreef hij zich in en kocht hij zo het burgerrecht van de stad. De firmanaam Dirk Kemink & zoon was geboren. Hij was daarmee de grondlegger van een bedrijf dat in verschillende vormen nog steeds bestaat. Gevestigd achtereenvolgens in de Schoutensteeg (1790), op de Neude (1816) en in de Domstraat (1924) bleef Kemink gestaag groeien.

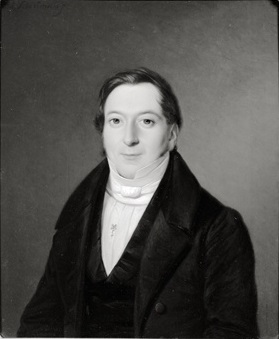
Jacobus Gerardus Broese (1814-1877)

Oorspronkelijk komende uit Breda opende Jacobus Gerardus Broese (1814-1877) op 26 mei 1843 de deuren van Broese en Comp. voor het publiek op Steenweg 59 in Utrecht. Dit pand werd later afgebroken om plaats te maken voor de HEMA. Al in 1845 verhuisde de winkel naar het pand Oudegracht 175 (Huize Royestein). Enkele jaren later ging Broese boeken uitgeven, o.a. het boekje Hoe dames fietsen moeten. De uitgave van Broese's Internationale Boekengids startte in 1896 en zou doorgaan tot minstens na de Tweede Wereldoorlog. In 1929 werd het huis aan de Oudegracht verkocht en verhuisde de winkel naar de Nachtegaalstraat 20 waar op 4 april 1930 de opening plaatsvond. De 25-jarige Chris Leeflang werd directeur als opvolger van Hendrik Willem Broese (1879-1942), kleinzoon van de oprichter. De door Leeflang georganiseerde lezingen en literaire tentoonstellingen bezorgden boekhandel Broese landelijke faam. Martin Ros sprak in 1999 over "die nooit meer overtroffen boekhandel, waar deftig aangeklede verkopers die de hele wereldliteratuur met gemak spelden, je zonder zorg van nog mooiere titels lieten genieten die de wereld voor je ontvouwden."
In 1972 gingen boekhandels Kemink en Broese samen verder onder de naam Broese Kemink. Twee jaar later werden boekhandel Stam, gespecialiseerd in technische boeken, en de aan de Oudegracht gevestigde boekhandel Dekker & v.d. Vegt overgenomen. Onder de naam Broese Kemink werd in 1974 de destijds grootste boekhandel van Europa geopend in het voormalige pand van Vroom & Dreesmann op de Stadhuisbrug.
De plaatselijke concurrent boekhandel Wristers, gespecialiseerd in studieboeken en het wetenschappelijke boek, werd in 1998 overgenomen. De nieuwe (fusie)naam werd Broese Wristers om krap twee jaar later weer te veranderen in Broese. Enige jaren is de winkel nog aangesloten geweest bij de Boekhandelsgroep Nederland (BGN). Sinds 2006 was het Selexyz Broese, maar door het faillissement van het hoofdkantoor van Selexyz werd de naam Broese De Slegte. In 2013 werd de naam Polare Utrecht als onderdeel van een landelijke keten. In januari 2014 kwam Polare in dermate grote financiële problemen, dat het voortbestaan van de winkel in Utrecht onzeker werd. Op 28 maart 2014 werd bekendgemaakt dat de Utrechtse winkel is overgenomen door Erik en Sandra van Doorn, eigenaren van boekhandel Kramer & van Doorn in Zeist. De winkel gaat verder onder de naam Broese Boekverkopers.
In 2020 verhuisde Broese naar het gebouw Post Utrecht, het voormalige postkantoor aan de Oudegracht.